# Kamow Ka-137
Der Kamow Ka-137, zuvor als MBVK-137 bezeichnet, ist ein unbemannter Mehrzweckhubschrauber, der für viele Aufgaben konzipiert ist, darunter Aufklärung, Patrouille, Polizei und Ökologie, Notfall und Datenübertragung. Es wurden drei Versionen der Ka-137 hergestellt – eine für Einsätze ab Schiffen, eine für Einsätze ab Automobilen und eine weitere, die vom Hubschrauber Kamow Ka-32 getragen wird. Der Helikopter verwendet einen Kolbenmotor, der ein Koaxialrotorsystem antreibt, und verfügt über einen schwanzlosen, kugelförmigen Rumpf mit einem vierbeinigen Blattfederfahrwerk. Sensoren und andere Geräte befinden sich in einem speziellen Gerätefach.

## Spezifikationen
- Besatzung: 1 Bodenpersonal

Ka-137, Illustration

- Kapazität: 80 kg (176 lb) interne Ladung
- Durchmesser: 1,30 m (4 Fuß 3 Zoll)
- Höhe: 2,30 m (7 Fuß 7 Zoll)
- Bruttogewicht: 280 kg (620 lb)
- Triebwerk: 1 × Hirth 2706-R05, 50 kW (65 PS)
- Hauptrotordurchmesser: 5,30 m (17 ft 5 in)
- Hauptrotorfläche: 8,3 m² (90 sq ft)
- Höchstgeschwindigkeit: 175 km/h (110 mph, 96 kn)
- Reichweite: 530 km (330 Meilen, 290 Seemeilen)
- Ausdauer: 4 h
- Dienstgipfelhöhe: 5.000 m (16.400 ft)